# 타이론 우즈
타이론 우즈(Tyrone Woods, 1969년 8월 19일 ~ )는 미국의 야구 선수로, 본명은 타이론 윌리엄 우즈(Tyrone William Woods)이다. 한국 프로 야구에서 두산 베어스의 외국인 선수로 활약하였고, 2003년에 요코하마로 이적하며, 일본 프로야구 선수 생활을 시작하였으며, 2008년 시즌 후, 주니치와 재계약에 실패하자, 은퇴하고 고향인 플로리다주에서 부동산업을 하고 있다.

## 선수 활동

### 미국 프로 야구 시절
헤르난도(Hernando High School)를 졸업한 후, 몬트리올 엑스포스, 볼티모어 오리올스, 포터킷 레드삭스 (보스턴 레드삭스 산하의 AAA팀) 등에서 활동하였지만 메이저 리그에서의 경력은 없다.

### 한국 프로 야구 시절
주 포지션은 1루수이며 우투우타이다. 당시 한국 프로 야구에서 외국인 선수 제도를 첫 도입하던 1998년에 OB 베어스(현 두산 베어스)에 입단하여 2002년까지 두산에서 활동하였다 1998년 한국 프로 야구에 데뷔했을 당시 단일 시즌 42개의 홈런을 기록하여 종전까지 장종훈이 보유하고 있었던 한국 프로 야구 단일 시즌 최다 홈런 기록(41개, 1992년)을 경신하였다(현재의 한국 프로 야구 시즌 최다 홈런은 이승엽이 2003년에 기록한 56개이다). 1998년 시즌 후, 사상 최초로 외국인 정규리그 최우수 선수가 되었을 뿐만 아니라 2001년 한국 프로 야구 올스타전 MVP, 2001년 한국시리즈 MVP를 석권하며 트리플 크라운을 달성하였다. 이 트리플 크라운은 프로야구 창단 이래 최초의 트리플 크라운이기도 하다.
이처럼 한국 프로 야구에서 활약했을 당시 대부분의 시즌에 3할 타율 - 30홈런 - 100타점에 가까운 성적에 팀의 중심 타선으로 기여함으로써 가장 성공적인 KBO 리그 외국인 선수로 평가받는다. 김동주, 심정수와 함께 '우동수 트리오'의 최강 클린업으로 불리기도 했었다. KBO 리그에서의 별명은 그의 피부색과 팀 마스코트를 결합한 '흑곰'이었다. 2002년 시즌에 건강 등의 문제로 약간 저조한 성적을 기록하면서 소속팀 두산 베어스와의 재계약 협상을 이루지 못하고 일본 프로 야구로 진출하게 된다.
한편, 우즈의 입단 과정에서 OB 베어스 선수단 집단 이탈 사건 당시 주동자들중  우즈와 포지션이 겹쳤던(1루수) 선수들이 대거 정리됐는데 김형석은 1997년 시즌 뒤 OB에서 방출된 후 삼성 유니폼을 입었으나 이렇다할 성적을 올리지 못하자 1998년 시즌 뒤 은퇴했으며 추성건은  1999년 시즌 후 두산(전신 OB 포함)에서 방출된 뒤 같은 시기 롯데-현대에서 각각 자유계약선수로 풀린 손동일, 손차훈, 1998년 시즌 후 한화에서 방출된 뒤 한때 야구를 포기하기도 했던 길배진과 함께 쌍방울 유니폼을 입었는데 이 팀이 2000년 1월 해체된 후 그 주축 선수들을 필두로 창단된 신생 SK로 이적하여 2001년까지 재적했고 김종석은 1995년 우승에 기여를 했지만 1996년 허리부상으로  인해 어렵게 잡은 주전 자리를 빼앗겼으며  급기야 우즈 때문에 주전 입성에 실패한 것 외에도 이중계약으로 인해 영구제명을 먹었던 강혁이 제명에서 풀려 1루수 자리에서  밀려났고 지명타자 자리도 기존의 이도형 최훈재 (99년 해태에서 이적)가 있어 자리를 못 잡은 데다 엎친 데 덮친 격으로 1999년 말 선수협 파동까지 겹쳐 동계훈련에 빠져 김인식 감독으로부터 미움을 사 2군생활을 전전했으며  결국 2000년 6월 한화 유니폼을 입었고 신인 시절 스승이었던 이광환 감독이 부임한 2001년 처음이자 마지막 두자릿수 홈런을 기록했으나 2002년부터 갑작스런 부진에 빠졌으며 급기야 2003년 부임한 유승안 감독에 의해 본격적으로 등용된 김태균에게 밀려 설 자리를 잃었고 유승안 감독이 성적 부진 뿐 아니라 2년 계약 종료로 팀을 떠난   2004년 시즌 뒤 자유계약선수로 풀려 은퇴했다.

### 일본 프로 야구 시절
2003년 일본 프로 야구 요코하마 베이스타스로 이적하여 두 시즌을 보내는데, 2003년, 야쿠르트 스왈로스의 알렉스 라미레스와 40개 홈런으로 공동 1위, 2004년, 당시 요미우리의 터피 로즈와 45개 홈런으로 공동 1위로 2년 연속 홈런왕이 된다. 2005년에 주니치 드래건스로 이적하였다. 한국과 일본 두 나라에서 모두 홈런왕에 오른 선수는 현재까지 우즈가 유일하다.
일본 프로 야구 진출 이후 2005년 5월 5일 나고야 돔에서 열린 야쿠르트와의 시즌 6차전 경기 중 5회말 타석 때 상대 투수 후지이 슈고 (현 DeNA)의 몸쪽 위협구에 분노, 그의 오른쪽 뺨을 구타하여 10경기 출장 정지와 벌금 50만 엔의 중징계를 받았던 적이 있다. 2008년 시즌 후 주니치와 재계약에 실패한 후 은퇴, 현재는 고향 플로리다주에서 부동산업을 하고 있다.

## 선수 경력
- 몬트리올 엑스포스(1988~1994)
- 볼티모어 오리올스(1995)
- 포터킷 레드삭스(1996)
- OB 베어스·두산 베어스(1998~2002)
- 요코하마 베이스타스(2003~2004)
- 주니치 드래건스(2005~2008)

## 통산 기록

### KBO

#### 연도별 타격 성적
| 연도           | 소속           | 나이           | 포지션         | 등번호         | 출장 | 타석 | 타수 | 득점 | 안타 | 2루타 | 3루타 | 홈런 | 루타 | 타점 | 도루 | 도실 | 볼넷 | 사구 | 고4 | 삼진 | 병살타 | 희타 | 희비 | 타율  | 출루율 | 장타율 | OPS   | WAR   | 비고                                                |
| -------------- | -------------- | -------------- | -------------- | -------------- | ---- | ---- | ---- | ---- | ---- | ----- | ----- | ---- | ---- | ---- | ---- | ---- | ---- | ---- | --- | ---- | ------ | ---- | ---- | ----- | ------ | ------ | ----- | ----- | --------------------------------------------------- |
| 1998           | OB             | 29             | 1B             | 33             | 126  | 521  | 452  | 77   | 138  | 14    | 1     | 42   | 280  | 103  | 1    | 2    | 65   | 2    | 5   | 115  | 13     | 0    | 2    | 0.305 | 0.394  | 0.619  | 1.013 | 6.38  | 홈런왕, MVP, 타점왕                                 |
| 1999           | 두산           | 30             | 1B             | 33             | 124  | 544  | 454  | 90   | 135  | 20    | 0     | 34   | 257  | 101  | 5    | 2    | 83   | 3    | 8   | 126  | 14     | 0    | 4    | 0.297 | 0.406  | 0.566  | 0.972 | 4.55  | -                                                   |
| 2000           | 두산           | 31             | 1B             | 33             | 127  | 565  | 479  | 91   | 151  | 22    | 0     | 39   | 290  | 111  | 4    | 1    | 77   | 6    | 5   | 132  | 13     | 0    | 3    | 0.315 | 0.414  | 0.605  | 1.020 | 6.12  | 골든 글러브(지명타자)                               |
| 2001           | 두산           | 32             | 1B             | 33             | 118  | 525  | 436  | 101  | 127  | 16    | 2     | 34   | 249  | 113  | 12   | 3    | 83   | 1    | 4   | 114  | 11     | 0    | 5    | 0.291 | 0.402  | 0.571  | 0.973 | 4.90  | 타점왕, 한국시리즈 MVP, 미스터 올스타(올스타전 MVP) |
| 2002           | 두산           | 33             | 1B             | 33             | 119  | 469  | 407  | 53   | 104  | 18    | 3     | 25   | 203  | 82   | 5    | 2    | 50   | 5    | 3   | 123  | 11     | 0    | 7    | 0.256 | 0.339  | 0.499  | 0.838 | 2.64  | -                                                   |
| KBO 통산 : 5년 | KBO 통산 : 5년 | KBO 통산 : 5년 | KBO 통산 : 5년 | KBO 통산 : 5년 | 614  | 2624 | 2228 | 412  | 655  | 90    | 6     | 174  | 1279 | 510  | 27   | 10   | 358  | 17   | 25  | 610  | 62     | 0    | 21   | 0.294 | 0.393  | 0.574  | 0.967 | 24.60 |                                                     |

- 시즌 기록 중 굵은 글씨는 해당 시즌 최고 기록

### NPB

#### 연도별 타격 성적
| 연도           | 소속           | 나이           | 등번호         | 출장 | 타석 | 타수 | 득점 | 안타 | 2루타 | 3루타 | 홈런 | 루타 | 타점 | 도루 | 도실 | 희타 | 희비 | 볼넷 | 사구 | 삼진 | 병살타 | 실책 | 타율  | 출루율 | 장타율 | OPS   | 비고                                                                              |
| -------------- | -------------- | -------------- | -------------- | ---- | ---- | ---- | ---- | ---- | ----- | ----- | ---- | ---- | ---- | ---- | ---- | ---- | ---- | ---- | ---- | ---- | ------ | ---- | ----- | ------ | ------ | ----- | --------------------------------------------------------------------------------- |
| 2003           | 요코하마       | 34             | 44             | 136  | 551  | 479  | 73   | 131  | 17    | 0     | 40   | 268  | 87   | 2    | 3    | 0    | 4    | 66   | 2    | 132  | 14     | 6    | 0.273 | 0.361  | 0.559  | 0.921 | 센트럴리그 홈런왕, 닛폰 생명 월간 MVP (5월)                                       |
| 2004           | 요코하마       | 35             | 44             | 130  | 551  | 476  | 84   | 142  | 15    | 0     | 45   | 292  | 103  | 2    | 1    | 0    | 0    | 74   | 1    | 142  | 16     | 10   | 0.298 | 0.394  | 0.613  | 1.007 | 센트럴리그 홈런왕, 센트럴리그 베스트 나인(1루수)                                  |
| 2005           | 주니치         | 36             | 44             | 135  | 584  | 506  | 92   | 155  | 20    | 0     | 38   | 289  | 103  | 3    | 0    | 0    | 4    | 67   | 7    | 139  | 24     | 9    | 0.306 | 0.392  | 0.571  | 0.963 | 닛폰 생명 월간 MVP (7월)                                                          |
| 2006           | 주니치         | 37             | 44             | 144  | 614  | 523  | 85   | 162  | 29    | 0     | 47   | 332  | 144  | 1    | 2    | 0    | 6    | 84   | 1    | 151  | 22     | 13   | 0.310 | 0.402  | 0.635  | 1.037 | 센트럴리그 홈런왕, 타점왕, 센트럴리그 베스트 나인(1루수), 닛폰 생명 월간 MVP(9월) |
| 2007           | 주니치         | 38             | 44             | 139  | 593  | 466  | 85   | 126  | 16    | 0     | 35   | 247  | 102  | 3    | 1    | 0    | 5    | 121  | 1    | 153  | 15     | 12   | 0.270 | 0.418  | 0.530  | 0.948 | 센트럴리그 베스트 나인(1루수), 닛폰 생명 월간 MVP(5월), JCB・MEP상                |
| 2008           | 주니치         | 39             | 44             | 140  | 573  | 490  | 77   | 135  | 18    | 0     | 35   | 258  | 77   | 0    | 1    | 0    | 2    | 78   | 3    | 138  | 18     | 6    | 0.276 | 0.377  | 0.527  | 0.904 | -                                                                                 |
| NPB 통산 : 6년 | NPB 통산 : 6년 | NPB 통산 : 6년 | NPB 통산 : 6년 | 824  | 3466 | 2940 | 496  | 851  | 115   | 0     | 240  | 1686 | 616  | 11   | 8    | 0    | 21   | 490  | 15   | 855  | 109    | 62   | 0.289 | 0.391  | 0.573  | 0.964 |                                                                                   |

- 시즌 기록 중 굵은 글씨는 해당 시즌 최고 기록

## 수상·타이틀 경력

### 한국 프로 야구
- 홈런왕(1998)
- 타점왕(1998, 2001)
- MVP (1998)
- 한국 프로야구 지명타자부문 골든글러브 (2000)
- 최우수 선수 (2001)
- 올스타전 MVP (2001)
- 한국시리즈 MVP (2001)

### 일본 프로 야구
- 홈런왕 (2003, 2004, 2006)
- 타점왕 (2006)
- 베스트나인 (2004, 2006, 2007)
- 우수JCB・MEP상 (2007)

## 방송
- 1999년 SBS 일일시트콤 《순풍산부인과》 (특별출연)